# Hãn quốc Bukhara
Hãn quốc Bukhara (hoặc Hãn quốc Bukhara) (tiếng Ba Tư: خانات بخارا; tiếng Uzbek: Buxoro Xonligi) là một quốc gia của người Uzbekistan  từ quý hai của thế kỷ 16 đến cuối thế kỷ 18 ở Trung Á hoặc Turkestan. Bukhara trở thành thủ đô của đế chế Shaybanid tồn tại trong thời kỳ trị vì của Ubaydallah Khan (1533-1540). Khanate đạt đến mức độ và ảnh hưởng lớn nhất dưới thời cai trị của nhà Shaybanid áp chót của nó, Abdullah Khan II học giả (r. 1577-1598).
Vào thế kỷ 17 và 18, Khanate được nhà Janid (Astrakhanids hoặc Hashtarkhanids) cai trị. Họ là hậu duệ Genghisid cuối cùng cai trị Bukhara. Năm 1740, nó bị chinh phục bởi Nadir Shah, Shah của Iran. Sau khi ông qua đời vào năm 1747, khanate được kiểm soát bởi hậu duệ không phải là Genghisid của tiểu vương quốc Khudayar Bi, thông qua vị trí thủ tướng của ataliq. Năm 1785, hậu duệ của ông, Shah Murad, chính thức hóa sự cai trị triều đại của gia đình (triều đại Manghud), và khanate trở thành Tiểu vương quốc Bukhara. Người Manghud không phải là Genghisid và lấy danh hiệu Hồi giáo là Tiểu vương quốc thay vì Khan vì tính hợp pháp của họ không dựa trên dòng dõi từ Thành Cát Tư Hãn.